# Elecciones municipales de Guatemala de 1993
El domingo 9 de Mayo de 1993 en Guatemala se llevaron a cabo las elecciones municipales para elegir alcalde y corporación municipal en 276 municipios de Guatemala, para finalmente tomar posesión de sus cargos el jueves 15 de julio del mismo año.

## Convocatoria

### Fecha de convocatoria
Las elecciones municipales fueron convocadas el viernes 18 de diciembre de 1992 y fueron decretadas ciertas reglas para que la elección se pudiera realizar de mejor manera .

#### Fechas de inscripción de candidatos
La fecha de elecciones fue programada para el 9 de mayo de 1993, y las fechas de inscripción de candidatos de partido políticos fueron desde el sábado 19 de diciembre de 1992 hasta el viernes 10 de marzo de 1993 y la fecha de inscripción de comités civícos electorales fue 90 días antes de la elección o sea el lunes 8 de febrero de 1993 con fecha límite para su inscripción.

## Candidatos y Resultados electorales
Esta tabla muestra el número de candidatos postualdos y alcaldes electos de cada partido político:

### Resultados electorales
Participaron 14 partidos políticos para disputarse en esta elección : 9 que ya existían hace tiempo y 4 partidos nuevos que debutaron esa vez, ninguno de ellos alcanzó la mayoría de alcaldías, siendo los partidos (MAS, DCG, UCN y PAN) que alcanzaron un número mayor de alcaldías en estas elecciones.
Un dato curioso es que los partidos: Frente de Avance Nacional y la Alianza Popular 5 no participaron en esta elección debido a que eran existentes en ese tiempo.
| Partidos | Partidos | Partidos                          | Candidatos | Alcaldes Electos |
| -------- | -------- | --------------------------------- | ---------- | ---------------- |
|          |          | Movimiento de Acción Solidaria    |            | 103/276          |
|          |          | Democracia Cristiana Guatemalteca | 256/276    | 41/276           |
|          |          | Unión del Centro Nacional         |            | 37/276           |
|          |          | Partido de Avanzada Nacional      | 225/276    | 35/276           |
|          |          | Coaliciones electorales           | 22/276     | 20/276           |
|          |          | Comités Civícos Electorales       | 101/276    | 19/276           |
|          |          | Frente Republicano Guatemalteco   | 78/276     | 5/276            |
|          |          | Partido Socialista Democrático    |            | 4/276            |
|          |          | Partido Revolucionario            |            | 3/276            |
|          |          | Partido Reformador Guatemalteco   |            | 2/276            |
|          |          | Central Auténtica Nacionalista    |            | 2/276            |
|          |          | Fuerza Democráta Popular          |            | 2/276            |
|          |          | Movimiento de Liberación Nacional |            | 2/276            |
|          |          | Unidad Nacionalista Organizada    |            | 1/276            |
|          |          | Movimiento de los Descamisados    |            | 0/276            |
|          |          | Frente de Unidad Nacional         |            | 0/276            |
|          |          | Partido Institucional Democrático |            | 0/276            |
|          |          | Partido Social Cristiano          |            | 0/276            |
| Total    | Total    | Total                             |            | 276/276          |